# Steen van de Nerviërs
De Steen van de Nerviërs (Frans: Pierre des Nerviens) is een menhir op het landgoed van kasteel van Acoz, in Acoz in de Belgische gemeente Gerpinnes.
De menhir werd opgericht door de gebroeders Pirmez ter nagedachtenis van de Nerviërs die in hun strijd tegen Julius Caesar zijn omgekomen. De steen markeert de locatie van een Merovingische begraafplaats.

## Beschrijving
De anno 2020 overwoekerde menhir bevindt zich in Monplaisir, het noordoostelijke en beboste deel van het landgoed van kasteel Acoz. Het is ongeveer drie meter hoog, met op de voorkant de Latijnse tekst NERVIIS ("aan de Nerviërs") en aan de achterkant Laus praelli nerviis hic pro patria mortius octavius aemilius fernandus erexerunt ("aan de Nerviërs van Lausprelle die hier gestorven zijn voor het vaderland, Octave Emile Fernand hebben mij opgericht").
De steen markeert de locatie van een Merovingische begraafplaats met vijfentwintig graven, waar behalve beenderen, ook drie vertinde zwaardklingen en bronzen plaatjes van sabelriemen gevonden zijn.
Nabij was tevens een Romeinse geldschat, dat honderdvijftig munten met de beeltenissen van Nero, Vespasianus, Domitianus, Hadrianus, Antoninus, Faustina en Sabina bevatte.

## Geschiedenis
De Nerviërs waren een van de oorspronkelijke vijftien volken in het oude België, die in ca. 57 voor Christus in de omgeving van Acoz gedurende hun strijd tegen Julius Caesar gevallen waren. In 1865 legde Octave Pirmez in het park Monplaisir een begraafplaats van hen bloot. Naar aanleiding van deze vondst markeerde hij met zijn broers Emile en Fernand de locatie met een menhir als nagedachtenis van de Nerviërs.
In 1876 ontdekte Pirmez in de nabijheid tevens een Romeinse schat.
Monplaisir, waar behalve de menhir zich ook het kapelletje van Monplaisir en de tour Octavienne bevonden, was een populaire plek waar de lokale bevolking en dan met name de jeugd zich verpoosde.
In het begin van de 21e eeuw is de menhir door gebrek aan onderhoud overwoekerd met wildgroei.